# Shattuck
La ville américaine de Shattuck est située dans le comté d’Ellis, dans l’État d’Oklahoma. Lors du recensement de 2010, elle comptait 1 356 habitants.

## Source
- (en) Cet article est partiellement ou en totalité issu de l’article de Wikipédia en anglais intitulé « Shattuck, Oklahoma » (voir la liste des auteurs).